# Virgilio Mantegazza
Virgilio Mantegazza (ur. 23 stycznia 1889 w Mediolanie, zm. 3 lipca 1928 w Cernobbio) – włoski szpadzista, brązowy medalista igrzysk olimpijskich.
Na igrzyskach olimpijskich w Paryżu w 1924 roku wspólnie z Giulio Baslettą, Marcello Bertinettim, Vincenzo Cuccią, Giovannim Canovą i Oreste Moriccą zdobył brązowy medal w szpadzie drużynowej. W turnieju indywidualnym nie startował. Był to jego jedyny występ olimpijski.
Nie zdobył medalu mistrzostw świata.